# NCT UNIVERSE : LASTART
NCT UNIVERSE : LASTART（：、日语：／）為SM娛樂於2023年推出的真人實境秀，旨意在於在參與該節目的現役練習生中，挑選出條件及資質備受導師肯定的數名練習生，與SM ROOKIES練習生SION、YUSHI組成NCT日本子團出道。
SM娛樂原先的規劃為選擇四名練習生並與SION、YUSHI組成六人子團，但於第七集宣布將再多加一名出道位置，子團人數正式確立為七名，而成功競選的練習生包括RIKU、SAKUYA、DAEYOUNG、JUNGMIN以及RYO，2024年2月28日，SION、RIKU、YUSHI、JAEHEE（原DAEYOUNG）、RYO、SAKUYA以NCT WISH出道。

## 出演藝人
導師
- BoA
- 銀赫
- 張鎮永

特邀導師
- Key（EP1-2）
- 厲旭（EP3-4）
- 孝淵（EP4-6）
- Kangta（EP6-7）
- 利特（EP6-7）
- 楷燦（EP6-7）
- Johnny（EP6-7）

客串藝人
- 泰民（EP3）
- 東海（EP3）
- Xiumin（EP5）
- 最強昌珉（EP5）
- Ten（EP6）
- 泰容（EP7）

## 參加練習生
| 艺名     | 艺名 | 艺名 | 出生日期/出生地                    | 国籍   | 練習時長 | 最終成果 |
| 英文     | 韩文 | 日文 | 出生日期/出生地                    | 国籍   | 練習時長 | 最終成果 |
| -------- | ---- | ---- | ---------------------------------- | ------ | -------- | -------- |
| HEITETSU |      |      | 2002年5月7日 · 日本                | 日本   | 10個月   | 淘汰     |
| SION     |      |      | 2002年5月11日 · 全羅南道木浦市     |        | 4年      | 出道     |
| MINJAE   |      |      | 2002年6月15日 ·                    | 2年    | 淘汰     |          |
| RIKU     |      |      | 2003年6月28日 · 日本福井縣         | 日本   | 1年      | 出道     |
| RYU      |      |      | 2003年10月20日 · 日本爱媛县松山市  | 日本   | 2週      | 淘汰     |
| YUSHI    |      |      | 2004年4月5日 · 日本東京都          | 日本   | 5年      | 出道     |
| JUNGMIN  |      |      | 2004年7月24日 · 首爾市蘆原區中溪洞 |        | 3年      | 出道     |
| DAEYOUNG |      |      | 2005年6月21日 · 大邱广域市         | 3个月  |          | 出道     |
| ANDERSON |      |      | 2005年8月17日 · 加拿大多伦多       | 加拿大 | 6個月    | 淘汰     |
| KASSHO   |      |      | 2006年1月20日 · 日本福岡縣         | 日本   | 6個月    | 淘汰     |
| HARUTA   |      |      | 2006年3月5日 · 日本兵库县          | 日本   | 8個月    | 淘汰     |
| RYO      |      |      | 2007年8月4日 · 日本京都府          | 日本   | 1年      | 出道     |
| SAKUYA   |      |      | 2007年11月18日 · 日本埼玉縣        | 日本   | 1年      | 出道     |

### 练习生节目后发展
- SION、RIKU、YUSHI、DAEYOUNG[註 2]、RYO、SAKUYA：以NCT子团NCT WISH出道。
- JUNGMIN：原进入出道组，因健康原因退出出道组并回归练习生身份[1]。2024年11月7日，开设个人YouTube和Instagram账户，离开了SM娱乐。
- MINJAE：节目结束之后离开SM娱乐，以本名金民秀加入3Y CORPORATION旗下男子组合UNMANE预出道。
- RYU：节目结束之后开设个人社交账户，离开SM娱乐。
- HEITETSU：节目结束之后签约日本经纪公司CULEN，以演员身份出道，参演日本电视剧《日本第一的爛男人 ※我的假家人們》[2][3]。
- ANDERSON：开设Tiktok账户，离开SM娱乐。
- HARUTA、KASSHO：进入SMTR25企划，参演SMTOWN LIVE 2025。

## 節目內容

### 任務一
此任務主要將練習生以兩人一組的形式分組，並將通過表演自己的強項（舞蹈、歌唱、饒舌）以讓導師評估。已確認出道的練習生SION和YUSHI亦於現場表演，但未計入評估。
| - 《Afrolex》— SION + YUSHI - 謎幻樂團《Believer》— ANDERSON + HARUTA - 李笛《》— MINJAE + JUNGMIN | - 馬塞戈《Shawty Fishin'（Blame the Net）》— HEITETSU + KASSHO - 清水翔太《Fire》— RIKU + RYU - NCT DREAM《Chewing Gum》— RYO + SAKUYA |

### 任務二
此任務將十名練習生分成兩組，並各別表演Super Junior的《U》以及SHINee的《Lucifer》，SION及YUSHI則必須表演兩部歌曲，往後的表演也比照辦理，因此不將他們特別列入名單裡。
- SHINee《Lucifer》— HEITETSU、JUNGMIN、ANDERSON、KASSHO、RYO
- Super Junior《U》— MINJAE、RIKU、RYU、HARUTA、SAKUYA

### 任務三
DAEYOUNG加入任務，練習生從十名變更至十一名。此任務主要負責表演日語歌曲，而歌曲分別為EXO的《Electric Kiss》及東方神起的《Why？（Keep Your Head Down）》日語版。
- EXO《Electric Kiss》— RYU、JUNGMIN、ANDERSON、KASSHO、RYO、SAKUYA
- 東方神起《Why？（Keep Your Head Down）》（日語）— HEITETSU、MINJAE、RIKU、DAEYOUNG、HARUTA

### 任務四
此任務主要負責表演NCT U的歌曲《90's Love》以及《Boss》，此任務同為練習生們的最後一項任務。導師們將在此任務結束後進行評估，並選擇綜合實力備受認可的五名練習生與SION、YUSHI一同組成NCT最後的子團。
- NCT U《90's Love》— MINJAE、DAEYOUNG、ANDERSON、KASSHO、RYO、SAKUYA
- NCT U《Boss》— HEITETSU、RIKU、RYU、JUNGMIN、HARUTA

## 排名
在兩組練習生表演結束後，導師會依據各個練習生的表現進行點評，並依據他們的綜合實力依序排名。最終評估中前五名的練習生將與SION、YUSHI組成NCT日本子團出道。而SION、YUSHI也因已確認出道，故不會進行排名。
| 練習生   | 第二集    | 第四集      | 第六集 | 第七集 （最終評估） |
| -------- | --------- | ----------- | ------ | ------------------- |
| HEITETSU | 10        | 10（=）     | 11 ↓1  | 11（=）             |
| MINJAE   | 6（持平） | 4 ↑2        | 10 ↓6  | 8 ↑2                |
| RIKU     | 1         | 2 ↓1        | 2（=） | 1 ↑1                |
| RYU      | 8         | 6（持平）↑2 | 6（=） | 7 ↓1                |
| JUNGMIN  | 3         | 1 ↑2        | 1（=） | 4 ↓3                |
| DAEYOUNG | —         | —           | 4      | 3 ↑1                |
| ANDERSON | 2         | 5 ↓3        | 3 ↑2   | 6 ↓3                |
| KASSHO   | 9         | 8 ↑1        | 9 ↓1   | 10 ↓1               |
| HARUTA   | 6（持平） | 9 ↓3        | 8 ↑1   | 9 ↓1                |
| RYO      | 4         | 6（持平）↓2 | 7 ↓1   | 5 ↑2                |
| SAKUYA   | 5         | 3 ↑2        | 5 ↓2   | 2 ↑3                |